# Berło

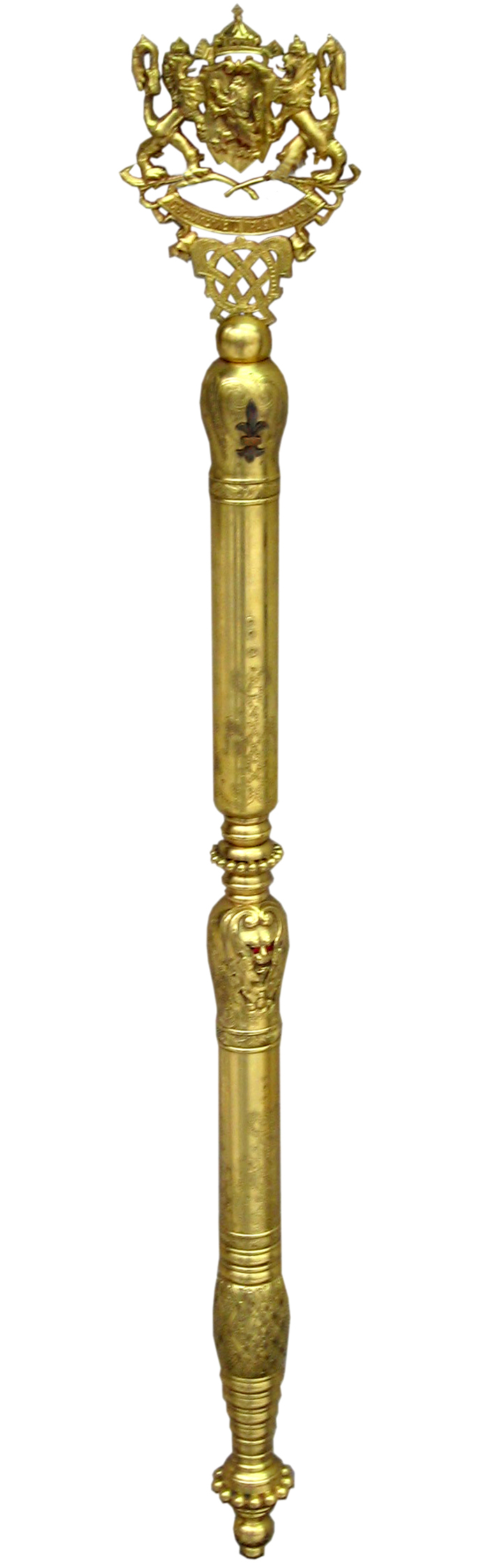
Berło cara Borysa III

Berło (gr. sképtron, łac. sceptrum – kij) – ozdobna pałka będąca jednym z trzech najczęściej spotykanych symboli władzy królewskiej, obok korony i jabłka.
Berło to godło i symbol najwyższej władzy króla lub cesarza. Znane było w starożytności jako laski osób starszych i pasterzy. Motyw króla-pasterza obecny był już u Sumerów - przedstawia się tak choćby Gudea, władca Lagasz. W okresie nowoasyryjskim symbolem władzy była maczuga z okrągłą głowicą. Ten archetyp przejął judaizm, a następnie chrześcijaństwo. Dało to początek pastorałowi biskupiemu jako symbolowi obrony „owieczek” (wiernych), a w kontekście świeckim - poddanych.
U ludów pozaeuropejskich bywał obrzędowym atrybutem określającym pozycję społeczną. W Europie było zazwyczaj zwieńczone u góry okrągłą gałką (symbol świata), a u dołu zakończone kwiatem irysa (symbol światła i oczyszczenia), głową orła (w berłach rzymskich i buławach wojskowych). 
Berła jako broń bojowa były znane i stosowane w starożytności w formie metalowej maczugi z kulą wyodrębnioną poniżej wierzchołka i z drewnianym uchwytem. W średniowieczu pełniły już raczej tylko rolę jednego z insygniów władzy suwerena. Władca mógł używać berła do ułaskawiania więźniów i skazańców.